# Ceratophysella biloba
Ceratophysella biloba är en urinsektsart som först beskrevs av Christiansen och Bellinger 1980.  Ceratophysella biloba ingår i släktet Ceratophysella och familjen Hypogastruridae. Inga underarter finns listade i Catalogue of Life.